# Xestaspis loricata
Xestaspis loricata là một loài nhện trong họ Oonopidae.
Loài này thuộc chi Xestaspis. Xestaspis loricata được Ludwig Carl Christian Koch miêu tả năm 1873.